# Olga Aleksandrovna af Rusland
Olga Aleksandrovna af Rusland (russisk: О́льга Алекса́ндровна Романова, tr. Ólga Aleksándrovna Romanova; født 13. juni 1882 i Peterhof, Det Russiske Kejserrige, død 24. november 1960 i Cooksville i Canada) var en russisk storfyrstinde og maler, datter af kejser Aleksandr 3. af Rusland og Dagmar af Danmark samt søster til Nikolaj 2. af Rusland. Hun tilhørte slægten Romanov.
Olga boede efter den russiske revolution i Danmark fra 1920 til 1948 og i Canada fra 1948 til sin død i 1960.

## Familie
Olga Aleksandrovna blev født den 13. juni 1882 kl. 7.30 i Cottage Palæet i Alexandria-parken i Peterhof uden for Sankt Petersborg som datter af den russiske kejser Aleksandr 3. og hans hustru Dagmar af Danmark. Olga var det yngste barn af kejserparret og det eneste født efter faderens tronbestigelse i 1881. Hendes morfar var kong Christian 9. af Danmark. I anledning af hendes fødsel blev der affyret en traditionel kanonsalut på 101 skud fra Peter og Paul-fæstningens bastioner i Sankt Petersborg og lignende salutter overalt i Det Russiske Kejserrige.

## Ungdom
Olga og hendes søskende voksede op i en spændt politisk atmosfære præget af flere attentatforsøg mod kejseren og den kejserlige familie. Af sikkerhedsgrunde flyttede Aleksandr 3. derfor med sin familie fra Vinterpaladset i Sankt Petersborg til Gattjina-slottet uden for byen, hvor Olga voksede op. Her levede hun et meget beskyttet liv omgivet af kosakker, der skulle beskytte kejserfamilien. Faderen lagde stor vægt på et tæt familieliv, men han døde ung, og Olgas storebror Nikolaj efterfulgte ham i en ung alder. Olga brød sig ikke om livet som storfyrstinde, men foretrak et mere simpelt liv og især at male og være i kontakt med bønder og almue.[kilde mangler]

## Ægteskaber
Olga blev den 27. juli 1901 gift med hertug Peter af Oldenburg (1868-1924), der var søn af hertug Alexander af Oldenburg og Eugenia Maximiliana prinsesse Romanova, hertuginde af Leutchenberg. Peter var født og opdraget i Skt. Petersborg. Ægteskabet blev opløst den 16. oktober 1916.
Olga blev gift anden gang den 17. november 1916 i Kijev med oberst i den kejserlige kurassergarde Nikolaj Kulikovskij (født 15. november 1882 i Estratovska, død 11. august 1958 i Cooksville i Canada) søn af en general og Nicolaievna Kharina. Nikolaj Kulikovsky ligger begravet på York Cemetery i Toronto). Det var et borgerligt ægteskab, og det betød, at hun ikke blev betragtet som en Romanov under revolutionen og kunne færdes friere end sin familie.

## Uddannelse
Hun blev uddannet i violinspil af Vlatislav Kournakovitch og i maleri af landskabsmaler Julianowitsch Shukovskij i Skt. Petersborg. (Shukovskij, der blev født i 1873, er repræsenteret på museet i Skt. Petersborg og Tretjakoff galleriet. Han udstillede den 15. januar 1927 på den Frie Maleriudstilling i København.).

## Eksil
Olga Alexandrovna flygtede ved revolutionen i 1917 sammen med sin mand, Nikolaj Kulikovskij. 
De boede først på Krim. Langfredag 1920 kom hun sammen med sin mand og sønnerne Tihon (1917-1993) og Guri (1919-1983) til Danmark.
De boede først hos hendes moder på Amalienborg, senere på Hvidøre i Klampenborg, som moderen og hendes søster Alexandra af England havde købt i 1907.

## Tiden i Danmark
Da moderen døde i 1928, flyttede Olga sammen med sin familie til Rygaard i Gammel Holte. Vennen Gorm Rasmussen ejede gården. Han boede selv på Sølyst i Klampenborg. 
I 1930 købte Olga og Nikolaj Kulikovskij gården Knudsminde i Ballerup, hvor de sammen drev landbrug. Sønnerne Tihon og Guri gjorde karriere i det danske forsvar. Tihon som kaptajnløjtnant i den Kongelige Livgarde og Guri som kaptajnløjtnant i Gardehusarregimentet. De giftede sig begge med danske kvinder.
I den russisk-ortodokse kirke i København stod hun i 1935 sammen med sin ægtefælle og sin fætter Prins Gustav til Danmark fadder til premierløjtnant i den Kongelige Livgarde Christian Frederik von Schalburgs søn Aleksander.
Mens Nikolaj tog sig af gårdens drift, var Olga aktiv som kunstner. Hun udstillede og solgte sine landskabs- og blomsterbilleder, der let passerede censuren på Charlottenborg. Publikum var begejstret for hendes billeder. Hun fik mange venner blandt danske kunstnere. For eksempel malerne Peder Mønsted og Ole Søndergaard samt dennes søn billedhuggeren Poul Søndergaard. 
Stilistisk arbejdede Olga i en traditionel naturalistisk udtryksform, som kan forekomme tør. Men håndværksmæssigt udmærker især akvarellerne sig. Hun var også en habil porcelænsmaler og har i Ballerup givet undervisning i det. Olga fortsatte med at male, da familien i 1948 af sikkerhedsmæssige grunde emigrerede til Canada.

## Tiden i Canada
Hun døde den 24. november 1960 i Cooksville i Canada og blev begravet på York Cemetery i Toronto.
Til sin død blev Olga interviewet af forfatteren Ian Vorres, der skrev biografien Den sidste storfyrstinde baseret på samtaler med Olga.

## Rejser og udlandsophold
Olga boede i Rusland til 1917, kun afbrudt af ferieophold hos bedsteforældrene Kong Christian 9. af Danmark og Dronning Louise Vilhelmine af Hessen-Kassel. Hun besøgte:
- Polen og Grækenland i 1894
- Frankrig 1901 og 1907
- England 1912
- Østrig 1915
- Krim 1917-1920

## Udstillinger
- Charlottenborg foråret 1932-33, 1945, 1947-1948.
- Separatudstillinger: 1942,
- City Kunsthandel i København 1948,
- Richard W. Pedersens Kunsthandel i København 1953, 1956, 1958 og 1959.
- Ballerup Bibliotek 1991,
- Humlemagasinet i Harndrup og
- Havarthigården i Holte 1994.
- Permanent udstilling på Ballerup Egnsmuseum, åbnet 24. oktober 1996.
- Desuden udstillinger i Canada, England, Tyskland og Frankrig.

## Værker
- Fotoramme med Bernstorff Slot (Akvarel, 1899 Amalienborgmuseet),
- Dame på en havebænk, Hvidøre (akvarel, 1920, Frederiksborgmuseet),
- Landskab med islagt flod (samme sted), hvide og blå anemoner (1923 samme sted),
- Hvidøre set fra haven (1923, Øregårds Museum),
- Prins Viggo (akvarel, 1935),
- et tebord (olie, udst. 1945),
- Dronning Ingrid (akvarel, 1946), permanent samling på Ballerup Egnsmuseum o.m.fl.
- Bogillustrationer: Otto Schrayhs »Æventyret om de tre hvide bjørne«, 1924 og
- Emil Rasmussens roman »Det polske Blod«, 1943.
- Gule roser: (akvarel, 1947), privat samling.